# Дюмулен, Пьер Шарль
Пьер Шарль Дюмулен (фр. Pierre Charles Dumoulin; 1749–1809) — французский военный деятель, бригадный генерал (1805 год), участник революционных и наполеоновских войн. 

## Биография
1 января 1776 года записался на военную службу в качестве гренадера пехотного полка Барруа (1 января 1791 года ставший 50-м пехотным), и принимал участие в экспедиции в Женеву под командованием маркиза де Жокура. 1 января 1782 года получил бессрочный отпуск и 1 ноября того же года присоединился к роте гвардейцев Парижа. 10 июля 1787 года получил звание лейтенанта. 15 декабря 1791 года произведён в капитаны штаба батальона Национальной гвардии Сен-Мери. 5 сентября 1792 года возглавил роту в 1-м батальоне Парижской коммуны. 16 сентября 1792 года стал командиром батальона, сражался в рядах Арденнской армии, отличился в боях на высотах Бетенвиля, на мосту Фавержье и при осаде Намюра, где по приказу генерала Монне де Лорбо захватил 27 сентября замок Аштс у Симега. В начале 1793 года переведён в Северную армию, участвовал в осаде Маастрихта с первых дней февраля до 2 марта, когда армия была вынуждена отступить. В сражениях 16 марта при Тирлемоне, 18 марта при Неервиндене и 22 марта при Лувене. 27 марта возвратился в военный лагерь Мольд. 6 апреля 1794 года переведён в 162-ю пехотную полубригаду Самбро-Маасской армии, в составе дивизии генерала Гоге сражался при Като-Камбреси, Тюпиньи, Гизе, Ландреси, Кенуа и Валансьене. 21 августа 1794 года произведён в полковники, и был назначен командиром 162-й полубригады, отличился в сражении 17-18 сентября 1794 года при Спримоне, где заметив колебание своих солдат, схватил знамя 1-го батальона и первым бросился в атаку. В 1795 году определён в Рейнско-Мозельскую армию, отличился в сражении 11 ноября 1795 года при Франкентале, где его полубригада в течение трёх часов выдерживала натиск всей австрийской армии, давая возможность отступить дивизии генерала Бопюи. 12 ноября 1796 года ранен пулей в левую ногу при штурме Франкенталя. 20 февраля 1796 года возглавил 103-ю полубригаду линейной пехоты, которая была сформирована путём амальгамы 162-й и 86-й пехотных полубригад. Отличился 24 июня 1796 года при переходе через Рейн, сражался при Оффенбурге, Ройхене, Раштадте, Эттингене и Ингольштадте. В 1798 году переведён в Гельветическую армию, отличился в сражениях 25-26 сентября 1799 года при Цюрихе и 6-7 октября 1799 года при Андельфингене. Командовал авангардом при нападении 7 марта 1800 года на Граубюнден.
После заключения 9 февраля 1801 года Люневильского мира возвратился во Францию. Летом 1803 года принимал участие в экспедиции в Ганновер. 1 февраля 1805 года получил звание бригадного генерала. 2 марта 1805 года назначен командующим департамента Диль. 27 мая 1807 года – департамента Эско. С 12 января 1808 года служил в 15-м военном округе, 10 апреля 1809 года переведён в Булонский военный лагерь и 25 апреля получил под команду две временные полубригады Национальной гвардии в военном лагере Сент-Омер. В августе 1809 года участвовал в отражении британского десанта в устье Шельды, был ранен, транспортирован в Гент, где и умер от гангрены 11 сентября 1809 года в возрасте 60 лет.

## Воинские звания
- Лейтенант (10 июля 1787 года);
- Капитан штаба (15 декабря 1791 года);
- Командир батальона (16 сентября 1792 года);
- Полковник (21 августа 1794 года);
- Бригадный генерал (1 февраля 1805 года).

## Награды
Легионер ордена Почётного легиона (11 декабря 1803 года)
 Офицер ордена Почётного легиона (14 июня 1804 года)